# Lee Han-beom
Lee Han-beom (Koreansk: 이한범, også kaldt Han-beom Lee, født 17. juni 2002) er en sydkoreansk fodboldspiller der spiller som centerforsvar for den danske Superliga-klub FC Midtjylland.

## Karriere

### FC Seoul
Lee Han-beom kom til FC Seoul i 2021.
Han fik sin professionelle debut for Seoul den 21. april 2021.
Den 10. juli 2022 scorede han karrierens første mål imod Suwon FC i et 4-3 nederlag.

### FC Midtjylland
Den 28. august 2023, skrev Lee under med Superliga-klubben FC Midtjylland på en 4-årig kontrakt til en pris for omkring 1,5 millioner euro. Han fik sin debut i en 4–1 udebane sejr imod Hvidovre, hvor han assisterede det sidste mål.
Lee spillede ikke meget i 23-24 sæsonen, hans første sæson i Midtjylland, hvor han blev indskiftet i to kampe, imod Hvidovre og FC København, og startede inde i en kamp imod AGF som Midtjylland vandt 3-2, hvor Lee både scorede og assisterede et mål.

## Internationale karriere
Han var en del af Sydkorea truppen til FIFA U-17 VM i 2019.

Han har også repræsenteret Sydkorea på U21 niveau.